# Dragonfly (космічний апарат)

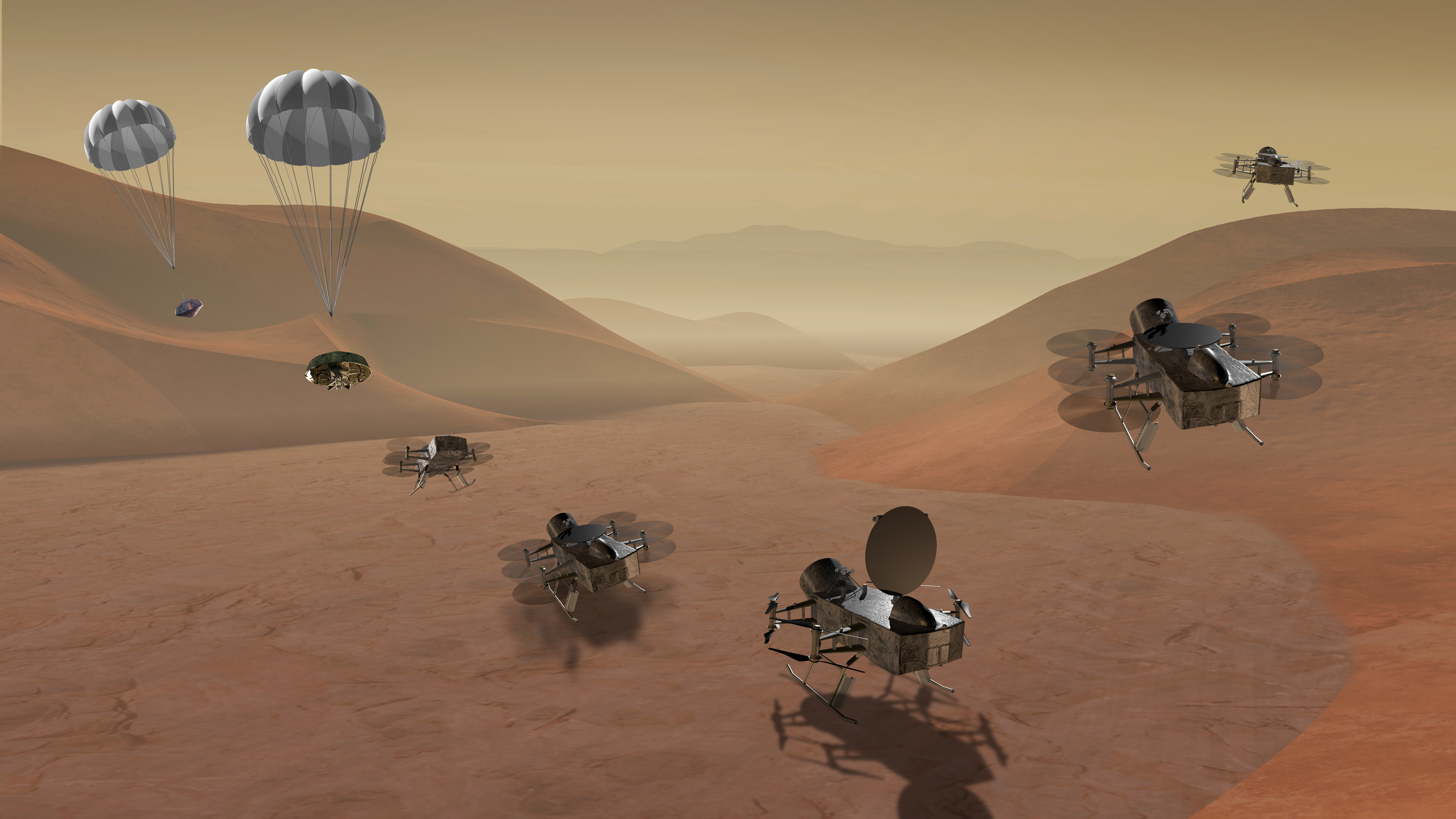
Концепт місії Dragonfly

Dragonfly — запланована космічна місія, яка є четвертою місією у програмі НАСА «New Frontiers». Метою місії є дослідження Титана — найбільшого супутника Сатурна за допомогою пересувного роботизованого посадкового апарата гвинтокрильного типу. Завдання апарата — дослідження пребіотичних хімічних сполук і пошук позаземних форм життя в різних місцевостях за допомогою вертикального зльоту і посадки.

## Мета
Офіційні цілі місії влітку 2021 р. розкрив Джейсон Барнс (Jason W. Barnes), заступник головного дослідника місії Dragonfly і професор фізики в Університеті Айдахо, автором роботи, опублікованої в журналі «Планетарна наука».

## Історія
16 квітня 2024 року NASA оголосило, що місія Dragonfly пройшла перевірку підтвердження. Проходження перевірки дозволяє «Dragonfly», ядерному гвинтокрилу, який подорожуватиме різними місцями на Титані, щоб вивчити його придатність до життя, перейти до повномасштабної розробки. Місія пройшла частину перевірки підтвердження восени 2023 року, але в листопаді агентство NASA заявило, що відкладе остаточне рішення щодо місії до весни 2024 року, після публікації бюджетної пропозиції на 2025 фінансовий рік. Тоді NASA також оголосило, що запуск місії, який раніше був запланований на липень 2027 року, перенесено на рік до липня 2028 року. Огляд підтвердження встановлює офіційне зобов’язання NASA щодо вартості та розкладу місії. NASA заявило, що підтвердило запуск Dragonfly у липні 2028 року та загальну вартість місії в $3,35 млрд. Ці витрати набагато вищі, ніж схвалило NASA, коли обрали Dragonfly у червні 2019 року як свою останню місію New Frontiers. На той час обмеження вартості місії становило $850 млн для того, що NASA позначає як фази від A до D, що виключає запуск і операції після запуску.